# Părăsirea Consiliului Europei
Părăsirea Consiliului Europei este procesul politic și juridic prin care un stat membru al Consiliului Europei este exclus din organizație prin anularea Statutului Consiliului Europei. Ca urmare a anulării, statul în cauză încetează să mai fie membru al Consiliului. Procedura este menționată în articolele 7 și 8 ale capitolului II din Statut, parte care se ocupă cu participarea la Consiliu. Acestea menționează că orice stat ce ar dori să părăsească Consiliul necesită mai întâi să trimită o notificare oficială la Secretarul General, părăsirea Consiliului luând loc în cel mult un an.
Până la 22 martie 2022, în întreaga istorie a Consiliului acesta nu a avut parte de membrii care să iasă din organizație decât de două ori: odată la 12 decembrie 1969, când Regatul Greciei a fost nevoit să iasă din Consiliu ca urmare a regimului său dictatorial. Grecia s-a întors însă în Consiliu pe 28 noiembrie 1974. Cel de-al doilea stat a fost Federația Rusă, care în 2014, după ce i s-a interzis să mai facă parte din Adunarea Parlamentară a Consiliului Europei, a amenințat cu părăsire organizației. Interzicerea a fost cauzată de anexarea Crimeii. Notificare oficială de părăsire a Consiliului a avut însă loc la 15 martie 2022, după ce Rusia a invadat Ucraina.